# 古谷有美
古谷 有美（ふるや ゆうみ、1988年3月23日 - ）は、TBSアナウンサー。

## 来歴
北海道恵庭市出身。身長160cm。血液型B型。両親と姉がいる。
恵庭市立柏小学校、立命館慶祥中学校・高等学校、上智大学外国語学部英語学科卒業。TOEIC890点。大学在学中の2008年にミスソフィアコンテストに出場しグランプリ。これをきっかけにテレビ番組や雑誌のグラビアに登場する機会があった。
大学卒業後の2011年4月にTBS入社。同期のアナウンサーは吉田明世。同年10月より『Nスタ』にレギュラー出演し、2014年3月28日まで2年半の間担当した。2014年3月31日からは『NEWS23』へ移り、2016年3月25日に番組の全面リニューアルに伴って降板するまでの2年間スポーツキャスターをつとめた。同年3月28日からは再び『Nスタ』の担当に戻る。2017年4月3日から朝の情報番組『ビビット』に2019年の番組終了まで出演。2020年7月24日、結婚と妊娠を発表。8月1日、産休入りを報告。12月26日、第1子男児の出産を報告。2022年9月2日、第2子女児の出産を報告。
2024年6月、育休からTBSテレビに復帰。11月23日、第3子妊娠と産休入りを報告。

## 人物・エピソード
5歳からクラシックバレエ、中学時代はバスケットボールをやっており、高校時代は3年間チアリーディング部に所属していた。大学では放送プロデュース研究会に所属しており、同期となるタレントの藤岡みなみも同じサークルに所属していた。
上智大学に憧れを持ったきっかけは中学時代の英語教師。母校の中高は英語教育に力を入れており、在学中にニュージーランドへのホームステイも経験している。
2013年12月8日には「第41回JALホノルルマラソン」に出場し、フルマラソン初挑戦ながら5時間12分30秒で完走を果たした。ホノルルマラソンへはこれ以後毎年出場し、いずれも完走を果たしている。2014年の第42回大会には4時間半切りを目指して再び出場、レース当日は悪天候だったもののタイムは4時間32分11秒で前年より大幅にタイムを縮めたが、目標達成はならなかった。2015年の第43回大会にも出場したが、4時間53分26秒とタイムを大きく落とした。
根菜や豆類が好物であるほか、ナッツが大好物。また器類が好きで、皿、食器、箸置き、一輪挿しなどの陶器類を収集することが趣味。
イラストを描くのが得意であり、その絵の上手さから「みんみん画伯」という愛称で呼ばれることがある。そして、自身が描いたイラストをInstagram上にしばしばアップしている。それを知ったドラマプロデューサーからのオファーによって「ふるやゆうみ」名義で『花のち晴れ〜花男 Next Season〜』劇中の絵本制作が実現した。

## 現在の出演番組
- JNNニュース（2024年6月15日 - 、隔週土曜朝・昼前）
- TBS NEWS（CS放送、不定期）
- OAを見た後に…語らナイト（2024年6月15日（14日深夜）- 、不定期）
- 朗読のヒロバ（TBSラジオ他JRN系33局ネット、2024年10月4日の初回放送より不定期で出演）

## 過去の出演番組など

### 入社後（テレビ）
レギュラー番組
- 女子アナの罰（不定期出演／2012年8月6日 - 2014年3月26日）
- NEWS23（スポーツキャスター／2014年3月31日 - 2016年3月25日）[23]
- 直撃!コロシアム!! ズバッと!TV（2016年4月11日 - 8月）
- Nスタ（2011年10月4日 - 2014年3月28日[24]、2016年3月28日 - 2017年3月31日[25]）
- 友だち+プラス（不定期出演／2017年4月 - 9月）
- 上田晋也のサタデージャーナル（2017年4月1日 - 2019年6月29日）
- ビビット（2017年4月3日 - 2019年9月27日）
- ニュースバード1600（TBSニュースバード、金曜日担当／2012年4月6日 - 2013年3月29日）
- サキドリ!（BS-TBS／2012年10月7日 - 2013年3月31日）
- 週刊報道 Bizストリート（BS-TBS／2017年4月1日 - 2018年9月22日）
- サンデーニュース Bizスクエア（BS-TBS／2018年10月7日 - 2020年7月26日）
- ひるおび!JNN NEWS (2020年7月9日 - 31日) 産休入り前最後に担当した番組である。

単発番組ほか
- もうすぐ第53回輝く!日本レコード大賞[26]（2011年12月30日） - 司会
  - 第59回輝く!日本レコード大賞（2017年12月30日） - 本編の進行アシスタント
- 森田の新春天気!!シリーズ（2012年・2013年の元日）
- ニューイヤー駅伝中継（2012年 - 2015年の元日）
  - あす号砲!ニューイヤー駅伝（2013年12月31日） - 高畑百合子とともに進行
- 別府大分毎日マラソン（第61回・2012年2月5日、第62回・2013年2月3日）
- 2013福岡国際クロスカントリー（2013年2月23日） - 進行　※福岡RKB制作
- 第33回全日本実業団対抗女子駅伝競走大会（2013年12月15日） - 出水麻衣とともにスタート及びエンディングMC担当
- 王様のブランチ（2012年8月4日） - 出水麻衣不在時の代理として出演。
- 金曜ドラマ・黒の女教師 第4話（2012年8月10日） - 看護師 役
- 水トク!「それでも生きていた!奇跡の中の奇跡の瞬間 衝撃映像100連発SP」（2013年2月13日） - 司会
- スパニチ!!「え!これ知らなかったの?」（2013年2月17日） - 進行アシスタント
- 金曜ドラマ・TAKE FIVE〜俺たちは愛を盗めるか〜第7話（2013年5月31日） - 青山スタジオの見学ツアー・コンダクター役
- オトナの!ボートレースSP（2013年10月16日） - 進行、 中川家とボートレース平和島（平和島競艇場）を社会科見学
- 番組対抗!ドッキリアワード2014（2014年1月2日） - 枡田絵理奈とともに進行
- ニンゲン観察バラエティ モニタリング（2014年4月24日） - インタビュアー役
- 2014ワールドカップ激闘ダイジェスト（2014年6月9日 - 7月12日） - 進行
- 内村とザワつく夜 - 進行（枡田絵理奈の代理）
  - 「絶対に許せない!ムカつく先輩・後輩SP」（2014年6月24日）
  - 「日本の良いところ、外国人の方が知っているぞ!SP」（2014年7月15日）
- 番組対抗!ドッキリアワード2015（2015年1月2日） 枡田絵理奈とともに進行
- 新説★おなまえンターテインメント「ナゾ解き!マイネーム」（2015年3月11日・水トク!枠） - アシスタント
  - ナゾ解き!マイネーム 第2弾〜新説★おなまえンターテインメント（2015年7月3日） - アシスタント
- 世界陸上2015北京（同年8月） - 現地リポーター
- 東日本実業団駅伝2015〜駅伝日本一への道（2015年11月3日） - リポーター
- リオデジャネイロオリンピック2016（同年8月） - 現地リポーター
- 日立 世界・ふしぎ発見!（2020年2月15日）「まだまだ知らない！南イタリア　魅惑のプーリア旅」- ミステリーハンター
- 命の星「地球」物語（BS-TBS／不定期放送）

### 入社後（ラジオ）
- TBSラジオニュース（金曜日早朝を担当／2011年10月 - 2012年3月）
- MUSIC 24/7（水曜日のコーナー担当／2013年10月2日 - 2014年3月26日）
- BLITZ POWER PUSH[27]（2012年4月2日 - 2014年9月26日、2017年8月14日 - 8月25日[28]）
- THE FROGMAN SHOW A.I.共存ラジオ好奇心家族（2017年10月3日 - 2018年3月27日） - 火曜日アシスタント
- たまむすび （2014年10月7日、2017年9月4日・12月4日、2018年7月 - 12月の第1月曜日）- 代理パーソナリティ[29]およびコーナー担当[30]
- 土曜朝6時 木梨の会。（2018年10月6日 - 2019年12月28日）
- 水曜JUNK山里亮太の不毛な議論（2015年4月 - 2020年7月30日未明（29日深夜）[31]） - 「効果音女子」コーナーナレーション
- 毎日がスペシャル!BS-TBS（2016年4月 - 2020年8月1日）
TBSラジオ版は毎週土曜日14:55 - 15:00、BS-TBS版は毎月2回放送（2020年3月終了）
- 古谷有美 プレシャスサンデー（2014年11月9日）- 当時のパーソナリティ・林みなほの休暇に伴う代理
- 田中みな実 あったかタイム（2015年1月10日 - 31日） - ゲスト
- 北海道新幹線開業特番「つながったのでノリこみます!」（2016年3月26日）- 司会

### 入社前
テレビ
- ミスキャンナイトフジ (仮)（2008年12月23日・フジテレビ）

雑誌
- 週刊ヤングジャンプ（集英社）19、20号（2009年4月9日・16日）グラビア掲載

## 著作
- 『you & me 女子アナの私、普段のワタシ』（2019年7月、双葉社） ISBN 978-4575314724